# Boulders Beach
Boulders Beach ist ein Strandabschnitt, der in Simon’s Town auf der Kap-Halbinsel in Südafrika liegt. Hier ist eine Brillenpinguin-Kolonie beheimatet.
Am Boulders Beach befindet sich ein Besucherzentrum, das Zugang in den Tafelberg-Nationalpark gewährt. Der Strandabschnitt ist Teil dieses Nationalparks. Drei Stege, die die dortige Brillenpinguinkolonie vor den Besuchern schützen sollen, führen zum Strand „Foxy Beach“. Dort etablierte sich mit zwei Brutpaaren 1982 eine Brillenpinguinkolonie, die bis 2005 auf 2900 Brutpaare anstieg. Seither ist die Kolonie im Rückgang begriffen. Im Jahr 2011 lebten dort nur noch 2100 Pinguine.
Die Abnahme der Afrikanischen Pinguine wird auf verschiedene Faktoren zurückgeführt. Habitatzerstörung, Auswirkungen von Ölunfällen und anderen Meeresverschmutzungen, die Auswirkungen des Klimawandels auf Fischbestände, Überfischung und unverantwortliche Tourismusaktivitäten sind einige der Hauptgründe für die Abnahme der Populationen.